# Josef Löns
Josef Löns (* 14. November 1910 in Zundert, Provinz Nordbrabant, Niederlande; † 1. Februar 1974 in Köln) war ein deutscher Kommunalpolitiker der CDU und Diplomat.

## Leben
Der Sohn eines Stadtschulrates studierte nach dem Besuch des Realgymnasiums Rechtswissenschaften und begann nach der Promotion zum Dr. iur. sowie dem Zweiten Juristischen Staatsexamen eine Tätigkeit als Syndikus bei einer Versicherungsgesellschaft. 1937 wurde er Leiter der Personalabteilung einer Versicherungsgesellschaft und trat nach dem Beginn des Zweiten Weltkrieges seinen Militärdienst bei der Wehrmacht an.
Nach dem Ende des Zweiten Weltkriegs wurde er Referent bei der Stadtverwaltung Köln. Zwischen 1946 und 1948 war er nicht nur Generalsekretär der CDU in der Britischen Besatzungszone, sondern zugleich auch als  Persönlicher Referent engster Mitarbeiter von Konrad Adenauer. Als Generalsekretär der CDU war er maßgeblich am Zustandekommen des Ahlener Programms der CDU vom 3. Februar 1947 beteiligt.
Danach war Löns von 1948 bis 1952 Beigeordneter der Stadt Köln während der Amtszeit der Oberbürgermeister Ernst Schwering und Robert Görlinger.
Im Januar 1953 trat er in den Diplomatischen Dienst ein und war zunächst Leiter des Referats für Organisation in der Personalabteilung, ehe er im August 1953 Leiter der Abteilung für Personal und Verwaltung des Auswärtigen Amtes wurde. Im Oktober 1953 erfolgte seine Beförderung zum Ministerialdirektor.
Während dieser Zeit kam es 1954 zum sogenannten „Fall Schlitter“. In der deutschen Botschaft in London hatte am 20. Dezember 1954 eine Weihnachtsfeier für Angehörige und Gäste der Mission stattgefunden. Die Einladung zu dieser Feier war von Botschaftsrat Oskar Schlitter und seiner Frau Daisy Schlitter während des Urlaubs von Botschafter Hans Schlange-Schöningen ausgegangen. Wegen eines Empfangs im Foreign Office am selben Tage hatte Schlitter nicht an der Feier teilnehmen können und seine Frau gebeten, einige Begrüßungsworte zu sprechen. In ihrer improvisierten Begrüßungsansprache hatte Frau Schlitter laut Presseberichten Wendungen gebraucht („Wir sind im feindlichen Ausland“), die von den Gästen als peinlich empfunden wurden und über die sich die Presse entrüstet hatte. Nach einer internen Untersuchung durch Löns wurde Schlitter zwischen 1955 und 1958 in den einstweiligen Ruhestand versetzt.
Im Rahmen einer umfangreichen Personalumbildung wurde Löns dann im Februar 1958 als Nachfolger von Hans Mühlenfeld zum Botschafter in den Niederlanden ernannt. Dieses Amt bekleidete er bis 1963, als er durch Hans Berger abgelöst wurde. In dieser Funktion unterzeichnete er für die Bundesrepublik Deutschland das Übereinkommen über das auf Unterhaltsverpflichtungen gegenüber Kindern anzuwendende Recht. Während dieser Zeit kam es zu einer Annäherung zwischen der niederländischen und der deutschen Sozialdemokratie (PvdA und SPD), die Löns wie folgt beschrieb: „Die Niederlande haben keine Angst mehr vor einer sozialdemokratischen Bundesregierung“., sowie auch zwischen Deutschen und Niederländern.
Löns wurde daraufhin Botschafter in Österreich und dort somit Nachfolger von Friedrich Janz, der in den Ruhestand trat. Danach erfolgte 1970 seine Ernennung zum Botschafter in der Schweiz. Er behielt diesen Posten bis November 1973. Im Anschluss trat er vorzeitig in den Ruhestand. Bereits zwei Monate danach verstirbt er im Alter von 63 Jahren in der Kölner Universitätsklinik. Seit 1939 war er verheiratet mit Maria Elisabeth Henriette, geborene Honvehlmann. Die Familiengrabstätte liegt auf dem Kölner Melaten-Friedhof.
Löns war Mitglied der katholischen Studentenverbindung KStV Nibelung Köln.

## Veröffentlichungen
- Laurenz Ambrosius, Josef Löns, H. Rengier: Gesetz zur Regelung der Rechtsverhältnisse der unter Artikel 131 des Grundgesetzes fallenden Personen einschl. d. bisher hierzu ergangenen Rechtsverordnungen, Verwaltungsvorschriften, Richtlinien. 1952